# 福岡女學院大學

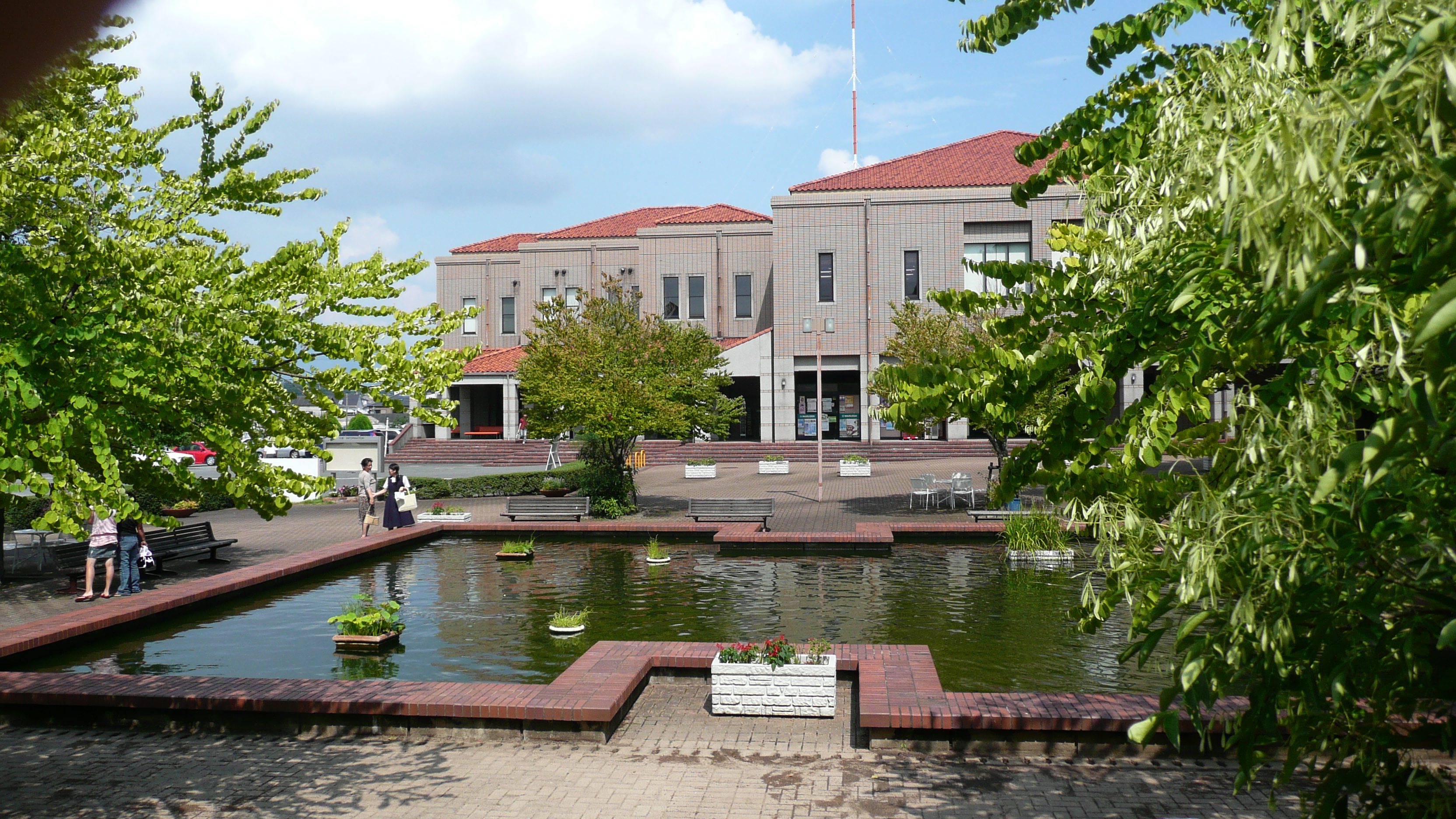

福岡女學院大學（ふくおかじょがくいんだいがく）是位於日本福岡縣福岡市南區的私立大學。1990年，由學校法人福岡女學院設立。

## 沿革
- 1964年 - 設立福岡女學院短期大學（英語科、家政科）。
- 1984年 - 設立國文科。
- 1990年 - 在小郡校區設立福岡女學院大學，並附設人文學部。
- 1999年 - 短大進行改組轉換。在日佐校區設立人際關係學部。
- 2001年 - 人文學部改組日本文化學科與英美文化學科，設立現代文化學科與表現學科。
- 2002年 - 出售小郡校區。
- 2003年 - 人文學部設立英語學科。此外，設立研究所人文科學研究科。

## 院系
- 人文學部
  - 現代文化學科
  - 表現學科
  - 英語學科
- 人間關係學部
  - 心理學科
  - 兒童發展學科
- 短期大學部
  - 英語科

## 研究所
- 人文科學研究科
  - 比較文化専攻
  - 臨床心理學專攻

## 大學相關人物
- 校長：阿久戸 光晴

## 臨近車站
- 西鐵天神大牟田線井尻車站
- JR鹿兒島本線南福岡車站

## 外部連結
- 福岡女學院大學 （页面存档备份，存于）
- 學校法人福岡女學院 （页面存档备份，存于）

33°31′59.9″N 130°26′28.7″E / 33.533306°N 130.441306°E